# Книга-мандрівка. Україна
Книга-мандрівка. Україна — український проєкт, який створює ілюстровані видання та мультфільми у форматі ігрового навчання. Проєкт створено у 2017 році креативною агенцією Green Penguin, засновницею якої є Ірина Тараненко. До видань проєкту входять тематичні книги «Книга-мандрівка. Україна», «Книга-мандрівка. Незалежні», «Книга-мандрівка. Нескорені» та «Ці дивовижні українці». У лютому 2024 року команда презентувала новий сезон та книги — «Книжечка-мандрівочка. Міста» про Київ, Харків, Запоріжжя, Миколаїв, Чернігів та Суми. На YouTube-каналі «Книга-мандрівка. Україна» розміщені 7 сезонів мультфільмів. У червні 2024 року команда презентувала книгу «Книга-мандрівка. Літні Олімпійські ігри».

## Історія створення
Ідея проєкту «Книга-мандрівка» виникла під час Революції Гідності у 2014 році. За словами засновниці Ірини Тараненко, її обурювало постійне присвоєння української культури та історії Росією. Метою проєкту було розповісти світу про Україну в новий цікавий спосіб.

### Команда проєкту
- Ірина Тараненко — засновниця креативної агенції Green Penguin, співзасновниця анімаційного видавництва Books & Cartoons. Авторка проєкту «Книга-мандрівка».
- Марія Воробйова — директорка анімаційного видавництва Books & Cartoons, головна редакторка, співавторка текстів видання «Книга-мандрівка. Україна», продюсерка та редакторка текстів.
- Марта Лешак — артдиректорка та головна ілюстраторка проєкту.
- Марина Бородіна — продюсерка проєкту.
- Сергій Клейменов — керівник по дистрибуції.

За роки діяльності проєкт «Книга-мандрівка» масштабувався, тому було створено окремий бренд «Books&Cartoons», який складається з команди творців проєкту.

## Особливість формату
Проєкт «Книга-мандрівка» створений у форматі ігрового навчання, щоб легко та цікаво розповісти про складні речі. Проєкт не ставить вікових обмежень для своїх читачів та глядачів. За словами засновниці проєкту Ірини Тараненко, мультфільми та книги підходять як для дітей та вивчення в школах, так і для сімейного читання й спільного перегляду епізодів у родинному колі. Проєкт має на меті «задокументувати» не лише головні події в історії країни, а й настрої народу, тому мультфільми та книги містять чимало жартів та сучасних мемів.

## Друковані видання проєкту

#### Серія «Книжечки-мандрівочки. Міста»
У видавництві Старого Лева у 2024 році вийшла серія книг про 6 українських міст:
- «Книжечка-мандрівочка. Запоріжжя»
- «Книжечка-мандрівочка. Київ»
- «Книжечка-мандрівочка. Миколаїв»
- «Книжечка-мандрівочка. Суми»
- «Книжечка-мандрівочка. Харків»
- «Книжечка-мандрівочка. Чернігів»

Книги створено у форматі абетки, де на кожному розвороті розміщена нова літера та слово-асоціація з містом, що починається на конкретну букву. Серед слів-асоціацій можна знайти як відомих постатей міста, як от Сергій Жадан («Книжечка-мандрівочка. Харків»), так і назви вулиць чи частин міста, наприклад, район Вітовка («Книжечка-мандрівочка. Миколаїв»).
Автори: Сергій Жадан, Ірена Карпа, брати Капранови, Дмитро Кузьменко, Вадим Єрченко, Ірина Цілик, Ірина Тараненко, Марта Лешак, Марія Воробйова.

#### «Книга-мандрівка. Нескорені»
Видавництво Книголав, 2023 рік, автори: Ірина Тараненко, Дмитро Кузьменко, Марта Лешак, Марія Воробйова. «Книга-мандрівка. Нескорені» розповідає про 550 фактів перебігу і наслідків першого року війни Росії проти України. Формат розрахований на широку аудиторію читачів, які хочуть зрозуміти чому на карту поставлено не лише долю України, але й майбутнє світового ладу.

#### «Книга-мандрівка. Незалежні»
Видавництво Книголав, 2023 рік, автори: Ірина Тараненко, Єлизавета Нєвєжина, Марта Лешак. «Книга-мандрівка. Незалежні». Кожен розгорт книги — «щоденник» подій в Україні за один рік з 1991-го по 2022-й.

#### «Ці дивовижні українці»
Видавництво Книголав, 2019 рік, автори: Ірина Тараненко, Єлизавета Нєвєжина, Альона Шостко. Сайд-проєкт «Ці дивовижні українці» — подорож Україною та знайомство з її населенням.

#### «Книга-мандрівка. Україна»
Видавництво Книголав, 2017 рік, автори: Ірина Тараненко, Марія Воробйова, Марта Лешак. «Книга-мандрівка. Україна» зібрала понад 1200 непересічних фактів про Україну та українців: унікальні місця, культурні здобутки, видатні особистості та поворотні моменти історії України. Кожен розгорт присвячено окремій області або місту України.

## Анімаційний вебсеріал за мотивами книги
З листопада 2018 року на YouTube-каналі проекту виходить мультсеріал за мотивами «Книги-мандрівки». Темами серій є українські міста та їх особливості, видатні історичні постаті чи історичні події. Окремий сезон зроблено за серією «Книга-мандрівка. Міста».
Один із сезонів присвячений подіям повномасштабного вторгнення Росії в Україну. 20 епізодів розповідають про захоплення Азовсталі та Маріуполя, руйнування Кримського моста, постаті Володимира Зеленського та Валерія Залужного, волонтерів тощо.

## Визнання
З 2020 року мультфільми «Книги-мандрівки» увійшли до програми Всеукраїнської школи онлайн. Серії транслювали на телеканалах «UA: Культура», «UA: Перший», «Піксель», «ПлюсПлюс», (а також на YouTube-каналі МОН та платформі Megogo). З весни 2024 року епізоди сезону «Книга-мандрівка. Міста» транслюються в швидкісних поїздах Укрзалізниці.

## Залучення відомих українців до проєкту
Проєкт «Книга-мандрівка» залучає відомих українців до створення книг та мультфільмів. В епізодах розповіді героїв звучать голосами українських зірок, волонтерів чи митців. Серед них Сергій Жадан, Ірена Карпа, брати Капранови, Сергій Стерненко, Василь Байдак, Христина Соловій, Майкл Щур, Маша Єфросиніна, Яніна Соколова, Тарас Тополя, Женя Янович, alyona alyona, Олег Михайлюта, Максим Щербина та інші.
Проєкт також залучає відомих українців до написання книг. До написання серії «Книжечки-мандрівочки. Міста» долучилися українські діячі, серед яких Ірена Карпа, Сергій Жадан та брати Капранови.